# Ектор Трухільйо
Ектор Б'єнвенідо Трухільйо Моліна (ісп. Héctor Bienvenido Trujillo Molina;  6 квітня 1908 — 19 жовтня 2002) —  домініканський військовий і політичний діяч, президент країни з серпня 1952 до серпня 1960 року.

## Життєпис
Ектор Трухільйо був наймолодшим братом домініканського диктатора Рафаеля Трухільйо. Мав прізвисько Негро (ісп. El Negro) за темний колір шкіри. Після приходу старшого брата до влади, 1930 року, Ектор вступив на службу до армії, швидко просуваючись службовими сходами. Дослужився до звання генерал-майора й отримав посаду державного секретаря армії та флоту 1942 року. Окрім військової кар’єри, займався особистим збагаченням та придбанням земель. Маючи пристрасть до любовних пригод, 1937 року заручився з Альмою Маклафін, однак одружився з нею лише за 22 роки, у грудні 1959.
Був «маріонетковим» президентом за часів диктаторського режиму свого старшого брата з серпня 1952 року. Двічі «обирався» на пост глави держави на безальтернативній основі, відповідно набираючи 100% голосів на виборах 1952 й 1957 років. 1959 Рафаель Трухільйо надав молодшому брату звання генералісимуса. Ектор вийшов у відставку за 8 років після призначення в результаті перестановок в уряді. Офіційною причиною виходу у відставку став стан здоров’я Ектора.
З листопада 1961 року, після убивства Рафаеля Трухільйо та змін у країні, Ектор перебував в еміграції, але помер своєю смертю 19 жовтня 2002 у місті Маямі (США) у віці 94 років.